# Градус (температура)
Термин гра́дус используется в нескольких шкалах температур. Обычно используемый символ ° предшествует начальной букве названия шкалы измерения, например: «°C» для шкалы Цельсия. Градус можно определить как набор[прояснить] изменений температуры, измеряемой по определённой шкале, например, один градус по Цельсию составляет одну сотую изменения температуры между точками плавления льда и кипения воды.

## Температурные шкалы измерения в градусах
Известные шкалы температур, измеряемые в градусах:
- Цельсия (°C)
- Фаренгейта (°F)

Менее известные шкалы:
- Ранкина (°R или °Ra), которая использует шкалу Фаренгейта, настроенную так, что 0 градусов по Ранкину равен абсолютному нолю.
- Делиля (°De)
- Ньютона (°N)
- Реомюра (°R)
- Рёмера (°Rø)

## Кельвин
Градус Кельвина (°К) — прежнее название единицы измерения температуры в СИ по термодинамической (абсолютной) температурной шкале. С 1967 года он стал именоваться просто «кельвин» и обозначаться символом К. Абсолютный градус (°A) является устаревшей терминологией, часто относящейся непосредственно к кельвину, но иногда также к градусу Ранкина.

## Сравнение
- Температура кипения воды: 100,0 °C или 212,0 °F
- Температура плавления льда : 0,0 °C или 32,0 °F
- Температура человеческого тела: 37,0 °C или 98,6 °F
- Комнатная температура: 20 — 25 °C или 68 — 77 °F

(источник)